# Saint-Simon-de-Pellouaille
Saint-Simon-de-Pellouaille – miejscowość i gmina we Francji, w regionie Nowa Akwitania, w departamencie Charente-Maritime.
Według danych na rok 1990 gminę zamieszkiwało 309 osób, a gęstość zaludnienia wynosiła 35 osób/km² (wśród 1467 gmin regionu Poitou-Charentes Saint-Simon-de-Pellouaille plasuje się na 708. miejscu pod względem liczby ludności, natomiast pod względem powierzchni na miejscu 891.).